# 埃德尔施罗特
埃德尔施罗特是奥地利施蒂利亚州沃茨伯格县的一个市镇。总面积66.14平方公里，总人口1684人，人口密度25.5人/平方公里（2005年）。